# Elaphe anomala
Espèce
Synonymes
- Coluber anomalus Boulenger, 1916
- Elaphe schrenckii anomala Pope, 1935
- Elaphe maculata Ma & Zong, 1984

Elaphe anomala est une espèce de serpents de la famille des Colubridae.

## Répartition
Cette espèce est endémique de la Mongolie-intérieure en Chine.

## Description
Dans sa description Boulenger indique que le spécimen en sa possession mesure 170 cm dont environ 25 cm pour la queue. Son dos est brun foncé et présente une grande tache noire au niveau de la nuque. Ses yeux sont barrés de noir. Sa face ventrale est blanche avec des taches grisâtres dans sa partie postérieure.

## Publications originales
- Boulenger, 1916 : Description of a new snake of the genus Coluber from northern China. Annals and Magazine of Natural History, ser. 8, vol. 17, p. 243-244 (texte intégral).
- Pope, 1935 : The Reptiles of China. Turtes, Crocodilians, Snakes, Lizards. American Museum National History, vol. 10, p. 1-604 (texte intégral).
- Ma & Zong, 1984 : A new species of the genus Elaphe - Elaphe maculata. Acta Herpetologica Sinica, vol. 3, n. 3, p. 59-60.